# Леммлейн, Георгий Глебович
Георгий Глебович Леммлейн (10 [23] августа 1901, Цюрих — 15 ноября 1962, Москва) — советский учёный-минералог и кристаллограф. Доктор геолого-минералогических наук (1943), профессор минералогии (1947). Историк естествознания. Основоположник технической кристаллографии. Редактор «Трудов Института кристаллографии». Член редколлегии журнала «Кристаллография».

## Биография
Родился 10 (23) августа 1901 года в Цюрихе, где получали образование его родители.
Из дворян. Дедушка был механиком Индо-Европейского Телеграфа. Отец — Глеб Александрович Леммлейн (25.01.1875, Одесса), геофизик, преподаватель в Тифлисе, профессор. В 1898 году его отца исключили из Московского университета за участие в студенческих волнениях. Мать — Елена Федоровна (урожденная Николаева), учитель географии и естествознания в средней школе.
В 1915—1919 гг. учился в гимназии в Тифлисе. Собирал коллекции насекомых, минералов, гербарии, увлекался археологией. Первая научная работа была связана с археологией — находка остатков древнего стеклодувного производства, о чём был сделан доклад в Кавказском отделении Московского Археологического общества.
В 1924—1929 годах учился на Физико-математическом факультете ленинградского университета, посещал минералогический кружок А. Е. Ферсмана.
С 1925 года обучался кристаллографии на практике в Лаборатории кристаллографии Минералогического музея АН СССР у А. В. Шубникова.
Летом 1925 года участвовал в урановой экспедиции в Хакасии от Радиевого института, где заболел туберкулезом костей. Это заболевание лишило его возможности заниматься дальнейшими полевыми работами.
В 1926 году окончил Кафедру минералогии Геологического факультета Ленинградского университета.
В 1932 году работал кристаллографом в Минералогическом музее АН СССР в Ленинграде.
С 1933 года работал в Ломоносовском институте АН СССР. В 1934 году Кристаллографический сектор в составе Института геохимии, минералогии и кристаллографии АН СССР имени М. В. Ломоносова (ЛИГЕМ) переезжает в Москву переехал в Москву.
С 1937 года — сотрудник новой Лаборатории кристаллографии АН СССР, с 1946 года — Института кристаллографии АН СССР.

## Вклад в науку
- 1938 — доказал что «скрученные» кристаллы альпийских жил являются единым кристаллом, а не агрегатом.
- Создал «метод росы» («метод инея») на основе процессов конденсации паров воды[4], а в дальнейшем — осаждения кристаллов хлористого аммония[5] на поверхности

кристаллических индивидуумов для изучения тонкого рельефа поверхности.
- 1943 — доктор геолого-минералогических наук. Диссертация «Морфолого-генетические исследования кварца».
- 1945 — Открыл спиральные слои на карборунде.
- 1947 — профессор минералогии.
- заведующий Лабораторией морфологии кристаллов Института кристаллографии АН СССР.
- член учёного совета Института кристаллографии АН СССР.
- выдвигался кандидатом в члены-корреспонденты АН СССР (общая геология).

Разрабатывал вопросы: кристаллогенезис, морфология кристаллов, оптические свойства кристаллов. Изучал свойства кварца (сырьё для оптико- и пьезо-изделий). Задачей экспериментальной кристаллографии он видел в объяснении образования природных кристаллов. С генетической точки зрения изучил кварц и его морфологию, доказал вторичный характер жидких включений в кварце.
Занимался популяризацией науки, историей обработки кристаллов и историей геологии (Бируни, М. В. Ломоносов).

## Вклад в искусство
В 1964 году в Эрмитаж была передана завещанная им коллекция из 257 античных гемм и 8 камей.
Его коллекция гравюр перешла в Пушкинский музей

## Награды и премии
- 1946 — Медаль «За доблестный труд в Великой Отечественной войне 1941—1945 гг.»
- 1948 — Медаль «В память 800-летия Москвы»
- 1953 — Премия Отделения физико-математических наук Академии наук СССР
- 1954 — Орден Ленина (27 марта 1954 г.)
- 1962 — Премия Отделения физико-математических наук Академии наук СССР

## Память
В честь учёного была названа группа минералов — леммлейниты и входящие в неё минералы:
- леммлейнит-K[9]
- леммлейнит-Ba[10].